# أليس هزيل
الأليس الهزيل (باللاتينية: Alyssum strigosum) نوع نباتي يتبع جنس الأليس من الفصيلة الكرنبية.

## البيئة والانتشار
موطنه بلاد الشام وقبرص وبعض مناطق أوروبا.

## مرادفات للاسم العلمي
- (باللاتينية: Alyssum campestre var. pilosum Post)
- (باللاتينية: Alyssum campestre subsp. strigosum (Banks & Sol. ex Russell) Jalas)
- (باللاتينية: Alyssum micropetalum Fisch. ex DC.)
- (باللاتينية: Alyssum minus subsp. strigosum (Banks & Sol.) Stoj.)
- (باللاتينية: Alyssum minus var. strigosum (Banks & Sol.) Zohary)
- {{|Alyssum strigosum subsp. strigosum }}